# Суперкубок УЕФА 2001
Суперкубок УЕФА 2001 года — футбольный матч между обладателем Кубка УЕФА 2000/01 английским «Ливерпулем» и победителем Лиги чемпионов 2000/01 немецкой «Баварией», состоявшийся 24 августа 2001 года на стадионе Луи II (Монако). «Бавария» играла в матче за Суперкубок третий раз, предыдущие два выступления мюнхенской команды в 1975 и 1976 годах закончились поражениями. «Ливерпуль» участвовал в Суперкубке в четвёртый раз, команда завоевала трофей в 1977 году и дважды проиграла в 1978 и 1984 годах.
Клубы получили право на выступление в соревновании, победив в двух европейских сезонных турнирах. Оба участника Суперкубка в финалах своих соревнований выиграли у испанских команд. «Бавария» победила в финале Лиги чемпионов 2001, обыграв в серии пенальти «Валенсию», а «Ливерпуль» одержал победу в финале Кубка УЕФА 2001, в дополнительное время обыграв «Депортиво Алавес».
Ежегодный матч Суперкубка разыгрывался на стадионе Луи II в четвёртый раз, после того как в 1998 году УЕФА окончательно закрепил за стадионом проведение матча. На матче присутствовало 13 824 болельщика.
«Ливерпуль» повёл в счёте в первом тайме, когда на 23-й минуте забил норвежец Йон Арне Риисе. До перерыва «мерсисайдцы» смогли увеличить своё преимущество — сумел отличиться нападающий Эмил Хески. На 46-й минуте Майкл Оуэн довёл счёт до 3:0. К середине второго тайма «Баварии» удалось перехватить инициативу. На 57-й минуте один мяч отыграл полузащитник Хасан Салихамиджич, а на 82-й минуте Карстен Янкер сократил отставание «Баварии» до одного мяча. Тем не менее, «Ливерпуль» удержал оставшееся преимущество и завоевал свой второй Суперкубок в истории.

## Предыстория

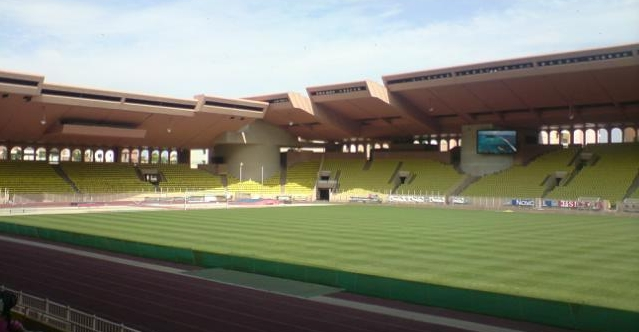
Стадион Луи II, место проведения Суперкубка УЕФА с 1998 года

«Бавария» получила право претендовать на Суперкубок УЕФА как победитель Лиги чемпионов 2000/01. В финале мюнхенская команда, после окончания основного и дополнительного времени с результатом 1:1, по пенальти обыграла «Валенсию» со счётом 5:4, став тем самым четырёхкратным победителем Лиги чемпионов. Участие в Суперкубке УЕФА 2001 стало для «Баварии» третьим, два предыдущих выступления — в 1975 и 1976 годах — закончились поражениями от киевского «Динамо» и «Андерлехта». Кроме того, Суперкубок 2001 года стал седьмой попыткой немецких команд завоевать этот трофей: до этого, помимо двух поражений «Баварии», в нём проигрывали «Вердер» в 1992 году и «Боруссия Дортмунд» в 1997 году, «Гамбург» не сумел победить дважды — в 1977 и 1983 годах.
«Ливерпуль» в свою очередь получил право играть в матче за Суперкубок в результате победы в Кубке УЕФА 2000/01. В финале турнира «Ливерпуль» в дополнительное время победил «Депортиво Алавес» со счётом 5:4, завоевав тем самым свой третий Кубок УЕФА. Для английского клуба этот матч был четвёртым выступлением в Суперкубке. До этого «Ливерпуль» выиграл его в 1977 году, победив «Гамбург». Два других выступления — в 1978 и 1984 годах — закончились поражениями от «Андерлехта» и «Ювентуса».
До матча Суперкубка «Бавария» и «Ливерпуль» пересекались между собой шесть раз: четыре игры завершились с ничейными результатами, в двух других команды обменялись победами. Первый раз клубы встретились на стадии четвертьфинала Кубка ярмарок 1970/71, тогда «Ливерпуль» разгромил немецкий клуб у себя дома, сыграл вничью в гостях и прошёл в полуфинал с общим счётом 4:1. В следующем сезоне, в том же календарном году, в 1/8 финала Кубка обладателей кубков 1971/72 «Бавария», после нулевой ничьей в Англии, победила «Ливерпуль» в Мюнхене со счётом 3:1. В период с 1974 по 1978 годы клубы на двоих выиграли пять Кубков европейских чемпионов, поэтому к матчам полуфинала Кубка европейских чемпионов 1980/81, которые стали последней встречей «Ливерпуля» и «Баварии», было приковано особое внимание. После нулевой ничьей на «Энфилде», «Бавария» считалась фаворитом ответного матча, однако в Мюнхене был зафиксирован счёт 1:1, и благодаря голу забитому в гостях «Ливерпуль» вышел в финал турнира, где выиграл свой третий Кубок чемпионов.
Летом 2001 года обе команды претерпели изменения своих составов. Основными потерями для «Баварии» стал уход защитника Патрика Андерссона, сыгравшего в 12 встречах в победном сезоне Лиги чемпионов и потеря Михаэля Вейсингера, выходившего на поле в пяти играх Лиги чемпионов. Состав «Баварии» за лето пополнился гвинейцем Пабло Тиамом, братьями Нико и Робертом Ковачами, а также перуанским нападающим Клаудио Писарро, купленным у «Вердера» за 5 млн фунтов стерлингов. «Ливерпуль» лишился Кристиана Циге, перешедшего в «Тоттенхэм». Немец сыграл в 9 матчах предыдущего Кубка УЕФА. Пополнили состав английского клуба два вратаря, Ежи Дудек и Крис Киркланд, а также приобретённый у «Монако» норвежец Йон Арне Риисе.
Обе команды перед розыгрышем Суперкубка успели сыграли по несколько матчей в новом сезоне. «Бавария» провела четыре матча в рамках чемпионата Германии по футболу 2001/02. После двух побед, одной ничьи и одного поражения, команда занимала пятое место в предварительной таблице чемпионата. «Ливерпуль» в начале сезона принял участие в розыгрыше Суперкубка Англии 2001, где одолел «Манчестер Юнайтед» со счётом 2:1, а также сыграл матч первого тура чемпионата Англии по футболу 2001/02, была одержана победа над «Вест Хэм Юнайтед» со счётом 2:1. Помимо этого, «мерсисайдцы» впервые с 1985 года приняли участие в Лиге чемпионов. В рамках третьего квалификационного раунда английская команда по сумме двух матчей разгромила финский клуб «Хака» с общим счётом 9:1 и вышла в групповой этап турнира, ответный матч этого противостояния состоялся на «Энфилде» за три дня до игры с «Баварией».

## Перед матчем

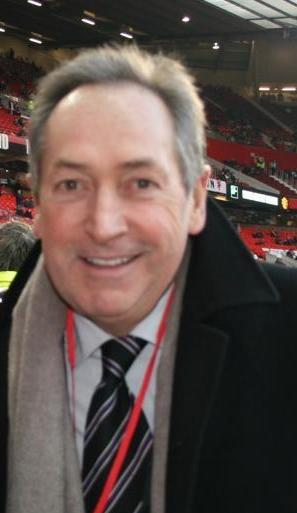
Главный тренер «Ливерпуля» в 2001 году Жерар Улье

Суперкубок УЕФА 2001 года проходил в атмосфере англо-немецкого футбольного противостояния: через неделю после встречи «Баварии» и «Ливерпуля» должен был состояться матч отборочного турнира чемпионата мира 2002 между сборными Германии и Англии. В преддверии этой игры матч Суперкубка посетил тогдашний главный тренер Англии Свен-Ёран Эрикссон. В составе двух клубов были представители этих сборных, причём в «Ливерпуле» имелись игроки сборной Германии, а за «Баварию» выступал Оуэн Харгривз, за неделю до Суперкубка принявший участие в товарищеской встрече Англии с командой Нидерландов. Против своих партнёров по сборной Германии и бывших одноклубников готовы были сыграть Дитмар Хаманн и Маркус Баббель, ставшие важными игроками команды Жерара Улье. Для них матч имел особое значение: оба футболиста в своё время выступали за «Баварию» — Хаманн провёл за мюнхенцев 105 матчей в чемпионате Германии, а Баббель отыграл 182 встречи в чемпионате. По словам Баббеля, он не жалел о своём уходе из «Баварии», так как надеялся, что молодая и прогрессирующая с каждым годом команда «Ливерпуля» сможет добиться наибольших успехов.
Оба участника Суперкубка перед матчем имели проблемы с травмами игроков. У «Баварии» из-за травм выбыли из строя четыре участника победной Лиги чемпионов. На поле не смогли выйти Мехмет Шолль, Штефан Эффенберг, Пауло Сержио и Йенс Йеремис. Со стороны «Ливерпуля» не смог принять участие в игре полузащитник Патрик Бергер, перенёсший операцию на колене. Под вопросом было участие в матче Стивена Джеррарда, который получил травму ахиллова сухожилия, но тем не менее полузащитник «Ливерпуля» появился на поле. Кроме того, в состав команды вернулся вратарь Сандер Вестерфельд, восстановившийся после травмы.
По сравнению с победным матчем Бундеслиги против «Санкт-Паули», который завершился со счётом 2:0 и стал последней игрой мюнхенцев перед Суперкубком, в составе «Баварии» произошли изменения: вместо защитника Самуэля Куффура в составе вышел Роберт Ковач, Хасан Салихамиджич заменил травмированного Пауло Сержио, а на позиции нападающего вместо Карстена Янкера вышел Клаудио Писарро. Среди полузащитников оборонительную роль взял Оуэн Харгривз. Таким образом по сравнению с финалом Лиги чемпионов состав «Баварии» несколько изменился — только 7 футболистов, игравших с первых минут в матче против «Валенсии», вышли в стартовом составе на игру Суперкубка. «Ливерпуль» играл по схеме 4-4-2, Хаманн, в случае необходимости, помогал защитникам в обороне, а Гари Макаллистер выдвигался вперед. Джеррард и вышедший в основном составе «Ливерпуля» новичок команды Йон Арне Риисе действовали на флангах. Вне заявки «Ливерпуля» перед матчем оказался Ник Бармби, хотя по некоторым прогнозам он мог выйти в стартовом составе. Команда Жерара Улье подверглась меньшим изменениям, нежели «Бавария» — Йон Арне Риисе, заменивший Дэнни Мерфи, стал единственным игроком в основном составе «мерсисайдцев», кто не сыграл в матче против «Депортиво Алавес» в финале Кубка УЕФА.
Вернувшийся в Лигу чемпионов впервые за 16 лет, «Ливерпуль» получил возможность сыграть с сильнейшей командой Европы в преддверии главного клубного турнира. Этот матч должен был стать серьёзной проверкой готовности английской команды, которая имела шанс выиграть свой пятый трофей в календарном году, к успешному выступлению в Лиге чемпионов. «Это большой матч для моих игроков» — заявил главный тренер «Ливерпуля» Жерар Улье.
13 824 человека присутствовало на трибунах стадиона Луи II в Монако. Бо́льшую часть из них составляли болельщики «Баварии», фанатов английской команды на матче присутствовало существенно меньше. По словам Жерара Улье, обстановку перед матчем было сложно назвать дружественной, когда между собой играли команды такого высокого уровня и на кону стоял трофей.
Матч начался в пятницу 24 августа в 20.45 по местному времени. С капитанскими повязками на поле вышли защитник «Ливерпуля» Сами Хююпия и вратарь «Баварии» Оливер Кан, за несколько дней до матча получивший награду лучшему вратарю Европы по версии УЕФА.

## Матч

### Первый тайм
В начале матча «Бавария» завладела мячом, однако первый шанс открыть счёт был у английской команды. Майкл Оуэн, получивший мяч, выброшенный из аута, отдал пас с правого фланга в штрафную площадь на Эмила Хески, чей удар был блокирован защитником Томасом Линке. Вскоре последовал ответ «Баварии», но мяч после удара Оуэна Харгривза пролетел выше перекладины. На первых минутах обе команды старались преуспеть в атакующих действиях. На 9-й минуте, после фола Роберта Ковача на Майкле Оуэне, Гари Макаллистер со штрафного подал мяч на Маркуса Баббеля, который пробил по воротам «Баварии», но промахнулся. Игра проходила в рваном темпе, полузащитники ни одной команды не могли завладеть преимуществом в центре поля. Число нарушений правил росло, и на 14-й минуте португальский судья Витор Мело Перейра показал жёлтую карточку полузащитнику «Ливерпуля» Дитмару Хаманну за фол на Хасане Салихамиджиче. К началу второй трети тайма «Бавария» стала играть уверенней и начала брать центр поля под свой контроль, однако не смогла получить из этого какую-либо выгоду, и «Ливерпуль» первым открыл счёт в матче. На 23-й минуте Стивен Джеррард выполнил проникающий пас на Майкла Оуэна, который опередил защитников «Баварии» и прострелил в штрафную площадь. Набегавший Риисе с близкого расстояния отправил мяч в ворота, тем самым выводя «Ливерпуль» вперёд. Этот гол стал первым для норвежского новичка «мерсисайдцев» в составе его новой команды. Ошибка защиты «Баварии» вытекала из несыгранности оборонительной линии немецкого клуба — пришедшие в команду Роберт Ковач и Пабло Тиам пока не находили взаимопонимания с партнёрами.

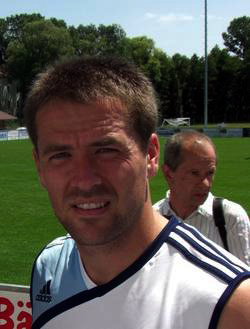
Майкл Оуэн, признанный лучшим игроком матча

После забитого гола «Ливерпуль» сконцентрировался на контратакующей игре, позволив «Баварии» завладеть мячом. На 26-й минут Джеррард сфолил на защитнике мюнхенцев Биксанте Лизаразю в десяти метрах левее штрафной «Ливерпуля». После подачи Чириако Сфорцы защитник «Баварии» Пабло Тиам пробил выше ворот Вестерфельда. Ответная атака «мерсисайдцев» едва не привела ко второму голу в ворота немецкой команды: на 31-й минуте Майкл Оуэн, получив пас от Хески, вышел к воротам «Баварии», но Оливер Кан сумел отразить опаснейший удар. К этому моменту матча немецкий клуб не создал ни одного по-настоящему опасного момента у ворот «Ливерпуля», атаки мюнхенцев прерывались защитниками соперника, среди которых своей игрой выделялся Сами Хююпя. Первый голевой момент возник у ворот ливерпульцев возник во время ответной атаки «Баварии» на 32-й минуте. Защитник мюнхенцев Вилли Саньоль обвёл Риисе и отправил мяч в штрафную площадь на нападающего Джоване Элбера, который промахнулся мимо ворот «Ливерпуля». В конце первого тайма «Ливерпуль» совершил ещё одну атаку, завершившуюся взятием ворот «Баварии». Дитмар Хаманн, после потери мяча Оуэном Харгривзом, на линии штрафной площади «Баварии» отдал пас на Эмила Хески, который прорвался между двух защитников немецкой команды, Томаса Линке и Роберта Ковача, и пробил низом в ворота Оливера Кана, удвоив преимущество «Ливерпуля». Игроки «Баварии» были деморализованы — победитель Лиги чемпионов к перерыву проигрывал с разницей в два мяча. В перерыве ни одна из сторон не сделала изменений в составе.

### Второй тайм
После перерыва характер игры не изменился — славящаяся своей защитой «Бавария», которая по ходу матча испытывала проблемы с быстрыми нападающими соперника, продолжила допускать ошибки в обороне. Защитники «Баварии» слишком торопились в своих действиях и часто ошибались, пытаясь доставить мяч Харгривзу, который старался играть забросами вперед, из-за чего игроки нападения теряли почти каждый мяч. Кроме того, большинство игроков «Баварии», кроме Саньоля и Харгривза, очень неохотно двигались по полю. Нескоцентрированная игра в обороне, а также индивидуальные ошибки, привели к тому, что «Ливерпуль», введя мяч в игру после начала второго тайма, через 13 секунд забил ещё один гол. Майкл Оуэн, получив пас с центра поля от защитника Джейми Каррагера, воспользовался ошибкой защитника мюнхенцев Пабло Тиама, не сумевшего перехватить мяч, и умело пробил левой ногой в ворота «Баварии». Забив третий гол, «Ливерпуль» перешёл в оборону, чем воспользовалась немецкая команда, не нанёсшая до этого ни одного удара в створ ворот англичан. «Бавария» смогла сократить своё отставание до двух мячей на 57-й минуте, реализовав свой первый угловой удар в матче. После подачи Харгривза полузащитник Хасан Салихамиджич головой направил мяч в сетку ворот соперника. К концу часа игрового времени немецкий клуб усилил давление на «Ливерпуль». В середине второго тайма обе команды сделали замены. «Ливерпуль» заменил Джеррарда на Игора Бишчана и Риисе на Дэнни Мерфи. Тренер «Баварии» Оттмар Хитцфельд вместо Чириако Сфорцы, Клаудио Писарро и Хасана Салихамиджича выпустил на поле Нико Ковача, Карстена Янкера и Роке Санта Круса соответственно. «Ливерпуль» старался тянуть время, перепасовывая мяч между защитниками и полузащитниками.
Выход Карстена Янкера смог усилить игру «Баварии» в атаке: вместо почти не вступавшего в борьбу за мяч Клаудио Писарро в игру вошёл футболист, сумевший сократить отставание мюнхенцев до минимального. На 82-й минуте Роке Санта Крус выполнил передачу в штрафную соперника, где Джоване Элбер переправил мяч на Карстена Янкера, который нанёс точный удар головой в ворота «Ливерпуля». Минутой позже тренер «мерсисайдцев» Жерар Улье заменил Майкла Оуэна на Робби Фаулера. После второго пропущенного мяча игроки «Ливерпуля» отступили к собственным воротам, и вскоре «Бавария» получила шанс сравнять счёт, однако удар Биксанта Лизаразю был парирован вратарём «Ливерпуля» Сандером Вестерфельдом. Несмотря на напор «Баварии», когда в концовке матча в штрафную ливерпульцев прибежал даже вратарь Оливер Кан, и усталость собственных игроков, английская команда смогла удержать преимущество. По истечении основного времени матча судья зафиксировал итоговый счёт 3:2 в пользу «Ливерпуля». Клуб из Англии отметил возвращение в Лигу чемпионов победой над действующим обладателем трофея главного клубного турнира Европы.

### Детали матча
| 24 августа 2001 20:45 CET    | \| Бавария \| 2:3 Отчёт \| Ливерпуль \| \| Салихамиджич 57′ · Янкер 82′ \| Голы \| Риисе 23′ · Хески 45′ · Оуэн 46′ \| | Стадион Луи II, Монако Зрителей: 13 824 Судья: Витор Мело Перейра |
| Бавария                      | 2:3 Отчёт | Ливерпуль                                                         |
| Салихамиджич 57′ · Янкер 82′ | Голы | Риисе 23′ · Хески 45′ · Оуэн 46′                                  |

| Бавария | Ливерпуль |

| Бавария:         |    |                    |  |     |
|                  |    |                    |  |     |
| В                | 1  | Оливер Кан         |  |     |
| З                | 2  | Вилли Саньоль      |  |     |
| З                | 6  | Пабло Тиам         |  |     |
| З                | 12 | Роберт Ковач       |  |     |
| З                | 25 | Томас Линке        |  |     |
| З                | 3  | Биксант Лизаразю   |  |     |
| П                | 10 | Чириако Сфорца     |  | 66' |
| П                | 20 | Хасан Салихамиджич |  | 72' |
| П                | 23 | Оуэн Харгривз      |  |     |
| Н                | 9  | Джоване Элбер      |  |     |
| Н                | 14 | Клаудио Писарро    |  | 66' |
| Запасные:        |    |                    |  |     |
| В                | 22 | Бернд Дреер        |  |     |
| З                | 4  | Самуэль Куффур     |  |     |
| П                | 8  | Нико Ковач         |  | 66' |
| П                | 17 | Торстен Финк       |  |     |
| Н                | 19 | Карстен Янкер      |  | 66' |
| Н                | 21 | Александр Циклер   |  |     |
| Н                | 24 | Роке Санта Крус    |  | 72' |
| Тренер:          |    |                    |  |     |
| Оттмар Хитцфельд |    |                    |  |     |

| Лучший игрок матча: Майкл Оуэн (Ливерпуль) Помощники судьи: Карлуш Мануэл Феррейра Матуш Жозе Мануэл Силва Кардинал Четвёртый судья: Антониу Мануэл Алмейда Кошта |

| Вестерфельд Баббель Аншо Хююпия Каррагер Джеррард Макаллистер Хаманн Риисе Хески Оуэн Кан Лизаразю Линке Ковач Тиам Саньоль Харгривз Салихамиджич Сфорца Писарро Элбер |

| Ливерпуль: |    |                    |     |     |
|            |    |                    |     |     |
| В          | 1  | Сандер Вестерфельд |     |     |
| З          | 6  | Маркус Баббель     |     |     |
| З          | 2  | Стефан Аншо        |     |     |
| З          | 4  | Сами Хююпия        |     |     |
| З          | 23 | Джейми Каррагер    |     |     |
| П          | 17 | Стивен Джеррард    |     | 66' |
| П          | 21 | Гари Макаллистер   |     |     |
| П          | 16 | Дитмар Хаманн      | 14' |     |
| П          | 18 | Йон Арне Риисе     |     | 70' |
| Н          | 8  | Эмил Хески         |     |     |
| Н          | 10 | Майкл Оуэн         | 83' |     |
| Запасные:  |    |                    |     |     |
| В          | 19 | Пегги Арфексад     |     |     |
| 3          | 27 | Грегори Виньяль    |     |     |
| П          | 11 | Джейми Реднапп     |     |     |
| П          | 13 | Дэнни Мерфи        | 70' |     |
| П          | 25 | Игор Бишчан        | 66' |     |
| Н          | 9  | Робби Фаулер       | 83' |     |
| Н          | 37 | Яри Литманен       |     |     |
| Тренер:    |    |                    |     |     |
| Жерар Улье |    |                    |     |     |

| Суперкубок УЕФА 2001 |
| -------------------- |
| Флаг Англии          |
| Ливерпуль 2-й титул  |

## Реакция
Суперкубок УЕФА стал для «Ливерпуля» девятым европейским кубком в истории команды и пятым трофеем, выигранным в течение шести месяцев 2001 года. До этого английский клуб победил в Кубке Англии, Кубке Футбольной лиги, завоевал Кубок УЕФА 2000/01 и суперкубок Англии. Таким образом, «Ливерпуль» вошёл в историю, став первой английской командой, завоевавшей пять трофеев в течение календарного года. Тренер «Ливерпуля» Жерар Улье поздравил своих игроков с победой: 
Прошло почти шесть месяцев с тех пор, как мы выиграли свой первый трофей — кубок Лиги, но пятая победа для меня не менее ценна, чем первая. Мы постоянно работаем над собой. Я знаю, что пока мы ещё далеки от совершенства, но тем не менее горд за своих игроков. Сегодняшняя победа очень важна для всех нас.
 Очередной трофей «Ливерпуля» в этом году стал показателем работы французского тренера. Выигрыш у действующего победителя Лиги чемпионов ещё раз подтвердил намерения и амбиции «Ливерпуля» выступить максимально успешно в главном клубном турнире Европы. Жерар Улье выразил мнение о своей команде: 
В разговоре с игроками я вспомнил команду «Ливерпуля», которая выиграла Суперкубок в 1977 году, в то время за неё выступал Фил Томпсон. Половина игроков, что была на поле сегодня, тогда ещё не родилась. Эта команда молода, но они быстро учатся и хорошо развиваются.
Лучшим игроком матча был назван Майкл Оуэн, который забил победный гол в ворота «Баварии», ставший третьим победным мячом нападающего в пяти финалах «Ливерпуля» в этом году. Кроме того, этот гол стал для футболиста седьмым в четырёх матчах нового сезона. Оуэн также получил чек на 10 000 £ от спонсора игры, компании Carlsberg, деньги были направлены на благотворительность. Нападающий рассказал о том, что мечтает вместе с «Ливерпулем» выиграть английскую Премьер-лигу и Лигу чемпионов. Он отметил, что опыт выступления в кубке УЕФА и нынешней победы над «Баварией» поможет команде в Лиге чемпионов. Отличная форма Оуэна и других игроков «Ливерпуля» в составе сборной Англии через неделю после розыгрыша Суперкубка позволит англичанам разгромить Германию со счётом 5:1 в ответном матче отборочного турнира чемпионата мира 2002. Все голы Англии в той встрече будут забиты игроками «Ливерпуля», а Майкл Оуэн отметится хет-триком в ворота Оливера Кана.

Поражение «Баварии» стало пятым подряд поражением победителя Лиги чемпионов в матче за Суперкубок и седьмым поражением немецких команд в этом турнире. Тренер «Баварии» Оттмар Хитцфельд признался, что его команде нужно время для того чтобы сыграться в защите: «Нам потребуется время, чтобы организовать себя. Когда вы слишком медленно играете с такими командами как „Ливерпуль“, то ожидайте, что вас накажут.» Хитцфельд раскритиковал своих подопечных, отметив плохую оборону команды и индивидуальные ошибки футболистов «Баварии». Также тренер мюнхенцев высоко оценил лучшего игрока матча:
Сегодня «Ливерпуль» был лучше нас и полностью заслужил победу. Мы ужасно сыграли в обороне и не смогли ничего противопоставить Майклу Оуэну, который сделал результат. Проигрывая 0:3, мы сумели добиться перелома и даже могли отыграться, но не использовали свои шансы.
 Несмотря на некоторую небрежность и отдельные ошибки, игра двадцатилетнего Оуэна Харгривза, включённого в состав сборной Англии на матч с Германией, была отмечена президентом его клуба Францем Бекенбауэром: «У него есть большой талант, но мальчику надо время. Будет лучше, если он останется в молодёжной сборной.».
Немецкий спортивный журнал Kicker отметил, что «Бавария» не показала должного стремления и была побеждена дисциплинированным, подготовленным тактически и хорошо играющем на контратаках «Ливерпулем».
Дальнейшее своё выступление в Европе обе команды завершили на стадии четвертьфинала Лиги чемпионов 2001/02, проиграв будущим финалистам: «Ливерпуль» по сумме матчей уступил немецкому «Байеру», а «Бавария» не смогла пройти мадридский «Реал», который позднее одержал победу в турнире.